# HD223543
HD223543 — хімічно пекулярна зоря спектрального класу A1, що має видиму зоряну величину в смузі V приблизно 7,5.
Вона  розташована на відстані близько 325,2 світлових років від Сонця.